# پلانینیتسا، میونیتسا
پلانینیتسا (صربی: Planinica}} یک منطقهٔ مسکونی در صربستان است که در Mionica واقع شده‌است.